# Ismail Kadaré
Ismail Kadare (n. 28 ianuarie 1936, Gjirokastra, Regiunea Gjirokastër, Albania – d. 1 iulie 2024, Tirana, Albania) a fost cel mai cunoscut scriitor albanez, excelând mai ales ca dramaturg și romancier.
În 1992 a câștigat Premiul mondial Cino Del Duca, iar în 2005, Kadare a devenit câștigătorul inaugural al Premiului Internațional Man Booker.

## Biografie
Ismail Kadare s-a născut  în Gjirokastër, Albania, în 1936. A studiat inițial la Facultatea de Istorie și Filologie la Universitatea din Tirana și mai târziu la Institutul Literar Maxim Gorky în Moscova. În timpul regimului comunist, Kadare a lansat o serie de cărți care aduceau o numeroase critici totalitarismului și doctrinelor socialiste. Printre acestea, se numără și “Palatul viselor”, descrisă de Andre Clavel drept “cea mai teribilă și nemiloasă caricatură a totalitarismului în descompunere”, și care a fost interzisă de regimul comunist imediat după lansare. 
Cunoaște debutul editorial timpuriu: În 1954 îi apare primul volum de versuri intitulat Inspirații juvenile, urmat, trei ani mai târziu, de Visări. Critica literară albaneză relevă, la apariția volumelor citate, timbrul de o vibrație aparte, vecină melancoliei, ce răzbate din lirica tânărului poet gjirokastrit. Urmează Secolul meu (1961), Ce gândesc munții aceștia (1964), Motive cu soare (1968) și Timpul (1976), prin care poetul se implică plenar în cotidian, încercând să răspundă, evident, cu „armele” poeziei, problemelor fundamentale ale epocii. Volumele citate cuprind și melancolice poeme de dragoste. Revenind la poezia de implicație socială, trebuie remarcat faptul că versul lui Kadare devine, cu fiecare volum, tot mai decis, mai cadențat, mai angajat.
Ca prozator, Ismail Kadare debutează în 1963 cu prima variantă a romanului Generalul armatei moarte, refăcut și editat prima oară în 1967. Romanul dezvoltă, în esență, o idee fundamentală: agresiunea care lasă urme de neșters în conștiința popoarelor. Kadare comunică enorm în câteva fraze. Episoadele, scenele, sunt cât se poate de sintetice. Scriitorul deține unul dintre secretele sacre ale meșteșugului: reușește, în vorbe numărate, să spună totul. Secvența coborârii munteanului Nik Martin din cătunul său pierdut pe văile golașe ale Alpilor albanezi pentru a-i înfrunta de unul singur pe agresorii italieni debarcați la Durres are valoare de simbol, un simbol trist și înălțător totodată.
În anul 1968 vede lumina tiparului romanul Nunta. Cartea, considerată o experiență nereușită, ridiculizează un fenomen social cu rădăcini adânci în istoria Albaniei: căsătoria contractată fără consimțământul partenerilor și, nu în puține cazuri, chiar înainte ca aceștia să se fi născut. În presa literară albaneză i s-a reproșat acestui roman schematismul personajelor, ca și slaba realizare artistică, deși, pe alocuri, se pot întâlni pagini de o frumusețe sobră care dovedesc forța creatoare a lui Ismail Kadare.
Doi ani mai târziu apare romanul Cetatea. Și aici, plecând de la unele evenimente petrecute în secolul al XV-lea, Kadare încearcă să dezvăluie mecanismul invizibil al conflictelor armate. Rezistența cetății albaneze, a schipetarilor (cum se numesc albanezii înșiși), încarnează, în esență, ideea general valabilă a Rezistenței în fața agresiunii.
În același an Ismail Kadare publică Cronică în piatră. „Cei ce scriu adevărata Cronică, sugerează romancierul, nu sunt, așa a cum s-ar părea la prima vedere, opresorii și nici vremelnicii deținători ai puterii; imperiile se ridică și se prăbușesc, armatele făloase vin și pleacă, numai poporul este statornic, doar el supraviețuiește, el singur răzbate printre vicisitudinile istorie; el este cronicarul anonim al veacurilor.”
Iarna marii însingurări apărut în 1973 și reeditat în 1977 sub titlul Marea iarnă, este un roman de actualitate, acțiunea fiind plasată la începutul anilor ’60.
În 1975 Kadare publică O capitală în noiembrie. Scris cu nerv și vădind o serioasă aplecare a autorului spre cartea-document, romanul aduce un omagiu eroilor căzuți în luptele pentru eliberarea Tiranei, în noiembrie 1944. Este un recviem adresat poate aceluiași Nik Martin, păstorul-maquisard devenit în romanul de mai sus citat ostaș al Armatei de Eliberare Națională.
Între anii 1977 și 1986 scriitorul publică succesiv volumele de povestiri și nuvele: Străvechea emblemă, Podul, Starea de calm și Vremea scrisului, cuprinzând bucăți remarcabile precum: Aprilie spulberat, Palatul viselor și Comisia de organizare a serbării. Pentru a întregi lista scrierilor apărute sub semnătura lui Kadare, enumerăm volumele de reportaje Orașul din sud (1967), Linii îndepărtate (1971), eseul Autobiografia poporului în versurile sale (1980), cărțile pentru copii Prințesa Arjiro (1958), Sculptorii (1967), Muzeul armelor (1978), precum și piesa de teatru Cetatea și otrava (1977).

## Recunoaștere
Lucrările lui Kadare au fost publicate în peste 40 de țări. A fost nominalizat la Premiul Nobel pentru Literatură și în 2005 a primit premiul inaugural Man Booker International Prize. În iunie 2009, a primit premiul Prince of Asturias pentru literatură.. A fost adesea comparat cu Gogol, Kafka și Orwell.
Kadare este considerat unul dintre cei mai importanți scriitori europeni ai secolului XX și o voce universală împotriva totalitarismului.